# Ponce (abbé de Clairvaux)
Pour les articles homonymes, voir Ponce (homonymie).

Ponce de Polignac (ou Pons/Pontius) était un religieux du Moyen Âge central qui fut évêque de Clermont au XIIe siècle.

## Biographie
Ponce a été abbé de Clairvaux de 1165 à 1170. À cette date, il devint évêque de Clermont, jusqu'en 1189, peut-être l'année de sa mort...
Thomas de Perseigne, dit Thomas le Cistercien, lui a dédié son commentaire du Cantique des Cantiques rédigé entre 1179 et 1189.